# Gustavo Noboa
Gustavo José Joaquín Noboa Bejarano (Guayaquil, 21 de agosto de 1937-Miami, 16 de febrero de 2021) fue un abogado, catedrático universitario y político ecuatoriano. Fue presidente del Ecuador desde el 22 de enero de 2000 hasta el 15 de enero de 2003.
Su vida pública comenzó en el gobierno de Osvaldo Hurtado, al ser nombrado gobernador de Guayas entre 1983 y 1984, debido a su cercanía con el partido de gobierno, la Democracia Popular (DP). Entre 1986 y 1996 fue rector de la Universidad Católica de Santiago de Guayaquil. Por su afinidad a la DP, fue designado como binomio del candidato presidencial de aquella tienda política, Jamil Mahuad, en las elecciones de 1998. La dupla venció en la primera vuelta y fue electa en el balotaje. Durante el gobierno de Mahuad antuvo una relación cordial con el presidente, hasta el estallido de la crisis económica en Ecuador de 1999, tras la cual, marcó distancia de Mahuad, evitando empañar su imagen.
Es así que, al ser derrocado Mahuad, en el golpe de Estado de 2000, le sucedió en el poder. Su gobierno mantivo las políticas neoliberales decretadas por Mahuad, por lo que tuvo que enfrentar sendas manifestaciones, sobre todo en enero de 2001. Noboa reprimió la protesta social, dejando como saldo tres muertos.
Tras su presidencia, fue acusado de malversación de fondos en la renegociación de la deuda externa. Noboa huyó a República Dominicana, donde permaneció desde 2003 hasta abril de 2005, cuando retornó a Guayaquil, al ser beneficiado de un pacto político entre el gobierno de Lucio Gutiérrez y ciertos partidos políticos, en el que se anularon todos los cargos en su contra. A consecuencia de esto, Gutiérrez fue derrocado 20 días después y los cargos contra Noboa fueron restablecidos, por lo que se ordenó su detención domiciliaria. Posteriormente, fue amnistiado por la Asamblea Constituyente del 2007. Se alejó de la política, ocupándose de su consultorio privado y de la academia.

## Biografía
Tataranieto del presidente Diego Noboa y Arteta, Gustavo Noboa Bejarano nació en la ciudad de Guayaquil el 21 de agosto de 1937 y fue bautizado con los nombres de Gustavo José Joaquín. Hijo del conocido político y genealogista guayaquileño Luis Noboa de Icaza y de Laura Estela Bejarano de Icaza.
Todos sus  estudios los realizó en su ciudad natal. Primero en el Colegio Salesiano Cristóbal Colón, donde en 1956 se graduó de Bachiller compartiendo bancas con quienes posteriormente serían conocidos políticos, empresarios, catedráticos y profesionales; Dr. Heinz Moeller Freile, Ab. Aquiles Rigail Santistevan, Ab. Sucre Pérez Baquerizo, Dr. Alfonso Loaiza Grunauer, Ing. René Bucaram Bokhazi, entre otros. Luego realizó los superiores en la Universidad de Guayaquil, donde en 1965 alcanzó el título de Doctor en Jurisprudencia.
Al año siguiente se integró a la Universidad Católica Santiago de Guayaquil como catedrático de jurisprudencia, función que desempeñó durante 30 años, habiendo sido por 5 años decano de la Facultad de Jurisprudencia y durante 10 años rector de la Universidad. Durante su gestión, se complementó gran parte de las instalaciones universitarias, se dio gran impulso a las labores de investigación académica, creando para el caso el laboratorio de biología molecular, y se pavimentó y dotó de alcantarillado al campo universitario.
Finalmente, se separó de la Universidad Católica y prosiguió su tarea educativa como rector del Blue Hill College de Guayaquil, institución académica relacionada con la Florida Atlantic University, de los Estados Unidos.
Durante más de 10 años trabajó en el Ingenios San Carlos. A pesar de no ser afiliado a partido político alguno, varias veces fue llamado para desempeñar importantes funciones: fue gobernador de la Provincia del Guayas durante el gobierno de Osvaldo Hurtado, entre marzo de 1983 y agosto de 1984, y durante ese mismo período fue además Presidente de la Junta de Defensa Civil y de la Comisión de Tránsito del Guayas.
Fue hermano de Ricardo Noboa, veterano político de la derecha del país, Ernesto Noboa, director de la Junta de Beneficencia de Guayaquil, y Fernando Noboa, reconocido ginecólogo de Guayaquil. Estuvo casado con María Isabel Baquerizo, con quien tuvo 6 hijos.

## Vicepresidente del Ecuador
Fue elegido Vicepresidente como binomio de Jamil Mahuad por el partido Democracia Popular en las Elecciones presidenciales de Ecuador de 1998, no siendo afiliado al partido, pero afín a su ideología. Mantuvo inicialmente buenas relaciones con Mahuad hasta el agravamiento de la crisis económica de 1998, cuando empieza a expresar estar en desacuerdo con las medidas económicas que promulgaba el gobierno, posicionándose como crítico de Mahuad desde la vicepresidencia. La grave situación económica del país dio lugar a que, a finales de 1999, se iniciara un éxodo que llevó a aproximadamente a 200 000 ecuatorianos –principalmente campesinos, artesanos y pequeños propietarios– a abandonar el país con destino a Europa.
El 9 de enero de 2000, Mahuad luego de 17 meses en el ejercicio del cargo y ante la devaluación acelerada del sucre, anunció la dolarización de la economía. Desde 1998, ya desde el gobierno de Fabián Alarcón, se daba la crisis económica del Ecuador que incluyó la quiebra del 80 % del sistema financiero nacional así como la devaluación en dos años de un 75 % del valor de la moneda. Los sucesos se precipitaron y el 21 de enero del mismo año, cuando, apoyados por organizaciones socialistas e indígenas que habían llegado a Quito para protestar en contra de la dolarización y el gobierno y en colaboración de oficiales del Ejército, Antonio Vargas Huatatoca –líder de la Confederación de Nacionalidades Indígenas (CONAIE)–, el coronel Lucio Gutiérrez y Carlos Solórzano Constantine –expresidente de la Corte Suprema de Justicia– proclaman la llamada «Junta de Salvación Nacional», sin ningún poder real más allá de un amotinamiento en el edificio del Congreso Nacional. Ante esa situación, las Fuerzas Armadas del Ecuador dan un golpe de Estado contra Mahuad. Luego de este golpe de Estado del alto mando militar del Ecuador, se conforma efímeramente un gobierno militar del Consejo Supremo de Estado que decidió que también tomaría el control de la llamada Junta de Salvación Nacional formada en el amotinamiento del edificio del Congreso para de ese modo mantener el orden del país. El alto mando militar designa al general Carlos Mendoza Poveda –Jefe del Comando Conjunto de las Fuerzas Armadas– como reemplazo al coronel Gutiérrez en la Junta de Salvación e instaura un Triunvirato cívico-militar presidido por él, siendo sus otros dos miembros Vargas y Solórzano. Ante el rechazo popular e internacional del triunvirato controlado por las Fuerzas Armadas del Ecuador, en la madrugada del 22 de enero, el alto mando de las Fuerzas Armadas obligó a Mendoza a renunciar y, haciendo uso de la cadena de sucesión presidencial, designó que el nuevo presidente sería el entonces vicepresidente Gustavo Noboa. Por su parte, el Congreso, en la mañana del 22 de enero, con el respaldo de 87 de los 96 diputados presentes, declaró «cesante» a Mahuad por «abandono de sus funciones» –si bien este había sido derrocado militarmente el día anterior– e invistió a Noboa como Presidente de la República con mandato hasta el 15 de enero de 2003.

## Presidente del Ecuador

### Políticas públicas
Los primeros meses de su gobierno fueron difíciles, pues la peor crisis económica de los últimos cincuenta años de vida republicana aun no finalizaba del todo en el año 2000. Determinados gremios como los de los transportistas, los educadores y los trabajadores de la salud, realizaron una serie de huelgas y paros. Noboa varió su postura muchas veces yendo del diálogo hacia la intransigencia con los disturbios y paralizaciones.
Con el objetivo de apaciguar las tensiones sociales y facilitar el diálogo con la CONAIE, Noboa dirigió al Congreso una petición de amnistía para los civiles y militares que participaron en el amotinamiento del edificio del Congreso Nacional (quienes habían sido encausados judicialmente como «golpistas», mientras el alto mando militar de las Fuerzas Armadas que dio el golpe de Estado a Mahuad no tuvo ninguna consecuencia jurídica), petición que fue aprobada por los legisladores. Desde el mes de enero de 2001, justamente al cumplirse un año de su gobierno, se produjeron una cantidad masiva manifestaciones de los estudiantes en Quito, Guayaquil y Cuenca, en oposición al aumento de tarifas en el transporte público, precios de gas para uso doméstico y combustibles para vehículos; proponían que el Estado continúe con el subsidio de estos combustibles. En febrero, Noboa decretaba el Estado de Emergencia, luego que dirigentes del levantamiento indígena rompían el diálogo y cerraban las carreteras de la Sierra. Los levantamientos dejaron tres campesinos muertos y más de ochenta heridos incluidos los militares. Finalmente se llegó a un acuerdo, a cambio de una rectificación parcial del gobierno de Noboa en las recientes subidas de las tarifas de los combustibles, el gas doméstico y el transporte público, y la congelación de otras alzas anunciadas pero aún no aplicadas, como el incremento del IVA del 12 % al 15 %. 
Antes de finalizar el 2001 se inauguró el traspase de las aguas de la presa Daule-Peripa, hacia las presas de La Esperanza y Poza Honda, obra que transformará en cultivables los extensos pero áridos campos de Manabí, haciéndolos más aptos para la producción agrícola y ganadera que caracteriza a esa provincia.
Otro objetivo del gobierno fue la venta de las compañías telefónicas y eléctricas, que desde su creación se habían convertido en una carga económica para el Estado, venta que jamás se concretó, por presiones de los poderosos sindicatos de burócratas de esas empresas estatales y por falta de interés de los inversionistas extranjeros en comprar tales compañías. El producto de estas ventas sería destinado al Fondo de Solidaridad.
A pesar de las dificultades sociales, políticas y económicas que debió afrontar, el presidente Noboa logró alcanzar importantes metas que se reflejan –de manera especial– en la obra pública, que concluyó más de 5000 kilómetros de carreteras en la Troncal de la Sierra o Panamericana, que enlaza el Puente de Rumichaca, al Norte, con Macará, al Sur; la Vía del Pacífico, la Troncal Amazónica, el corredor arterial que enlaza Esmeraldas con Francisco de Orellana, en el Oriente; y las vía San Lorenzo-Ibarra y Loja-Zamora.
Su gobierno llevó agua potable –por tubería– a varias poblaciones de la Sierra y de la Costa, y de manera especial a la península de Santa Elena, que había esperado por ella durante más de 30 años. Contrató la construcción del puente anexo al Rafael Mendoza Avilés –que une Guayaquil con Durán y al que luego se le dio el nombre de Carlos Pérez Peraso– y confirmó al municipio de Guayaquil que el gobierno central aportaría con el 75 % del costo de la construcción de los viaductos en las avenidas Quito y Machala.

### Políticas económicas
El gobierno de Gustavo Noboa mantuvo el sistema de dolarización y acentuó las nuevas políticas económicas iniciadas por la etapa final del gobierno de Mahuad, alcanzando muy buenos resultados de recuperación económica a partir de 2001. Renegoció la deuda externa luego de la inédita moratoria unilateral de los bonos Brady declarada por Mahuad.  En agosto del 2000 logró la re negociación de la deuda externa, que fue lograda por el enviado especial Ing. Jorge Gallardo Zavala en condiciones muy beneficiosas para el Ecuador. Para entonces, un acontecimiento más determinó la vida económica del Ecuador: el 9 de septiembre se retiró de circulación el Sucre, y como única moneda empezó a utilizar el dólar estadounidense. Impulsó las leyes llamadas Trole I y Trole II que permitieron la consolidación del proceso de dolarización decidido e iniciado por Mahuad.
Noboa y los demás responsables públicos, basaron todas las esperanzas de incrementar los ingresos fiscales con el nuevo Oleoducto de Crudos Pesados (OCP). Su construcción fue aprobada el 15 de febrero de 2001 y en noviembre de 2003 el oleoducto inició sus operaciones. El proyecto tuvo una fuerte oposición de organizaciones campesinas y ecologistas, que anunciaban que este proyecto traería como consecuencia la devastación de las comunidades rurales y la afectación de los ecosistemas.
Durante el gobierno de Gustavo Noboa, el IVA fue elevado al 14% sin embargo el Tribunal Constitucional lo negó y se mantuvo en 12%.

### Otros acontecimientos
Durante el año 2002, varios acontecimientos suceden: la erupción del volcán Reventador; explota un polvorín militar en Riobamba; Fidel Castro y Hugo Chávez, presidentes de Cuba y Venezuela, respectivamente, visitan el Ecuador.  La imagen del Presidente se vio afectada por algunos hechos: su hermano, Ricardo Noboa Bejarano, estuvo frente al Consejo Nacional de Modernización (CONAM), desde febrero del 2000 hasta el 2002, año en que dimitió tras haberse declarado inconstitucional la Ley Trole II por el Tribunal Constitucional y fracasados los procesos de privatización de las eléctricas y telefónicas por la oposición de sindicalistas y líderes políticos contrarios al gobierno. Un problema más fue la renuncia de su ministro de Economía y Finanzas, Carlos Julio Emmanuel, después de que varios alcaldes acusaran a funcionarios de su ministerio de exigir sobornos a cambio de liberar partidas presupuestarias para sus municipios. Meses después, la Corte Suprema de Justicia ordenó al arresto de Emmanuel a petición de la Contraloría General del Estado por un presunto delito de falsificación de documentos. También trajo consecuencias funestas el que Noboa sugiriera el nombre del sacerdote Carlos Flores al Directorio de la CAE con la intención de moralizar las Aduanas. El padre Flores, nombrado entonces Gerente Distrital de la Aduana de Quito, cometió actos de corrupción y huyó al exterior como prófugo de la justicia, finalmente fue arrestado y condenado a 12 años de reclusión mayor, dentro del juicio penal que se le siguió por la ilegal negociación de 147 notas de crédito, por un monto de 4.9 millones de dólares.

## Vida pospresidencial
Cerca de tres meses después de terminado su mandato fue acusado de malversación de fondos en la renegociación de la deuda externa. Esta denuncia de su enemigo político León Febres-Cordero provocó una orden de prisión que obligó a Noboa a buscar asilo político en la República Dominicana, donde permaneció desde 2003 hasta abril de 2005, en que volvió a Ecuador por la declaratoria de nulidad de su juicio llevada a cabo por la Corte Suprema elegida luego del acuerdo del expresidente Abdalá Bucaram con el presidente Gutiérrez.
Luego de que Gutiérrez fuera derrocado, una nueva Corte Suprema anuló lo actuado por sus antecesores y ordenó la detención domiciliaria de Noboa en Guayaquil. Posteriormente sin embargo, se retiraron los cargos contra Noboa al ser amnistiado durante la Asamblea Constituyente del 2007 y este recobró su libertad ya que nunca se probaron los cargos en su contra. Se alejó de la política, ocupándose de su consultorio privado y de la academia.

## Fallecimiento
Noboa falleció el 16 de febrero de 2021, a causa de un infarto mientras se convalecía tras una previa cirugía de meningioma cerebral, a la que se sometió a inicios del mes de febrero de 2021 en Miami, Estados Unidos. Su fallecimiento fue comunicado por sus allegados a través de las redes sociales. Su funeral de Estado se realizó entre los días 20 y 21 de febrero de 2021, después de que sus restos fueran repatriados desde Estados Unidos. Noboa fue sepultado pasado el mediodía del domingo 21 de febrero de 2021 en el Cementerio Parque de la Paz de La Aurora, en el cantón Daule.

## Condecoraciones y méritos

Escudo atribuido como caballero de Isabel la Católica.

- Gran Collar y Gran Maestre de la Orden Nacional de San Lorenzo, Ecuador (2000).
- Gran Collar y Gran Maestre de la Orden Nacional al Mérito, Ecuador (2000).[23]
- Gran Comendador de la Orden de San Silvestre, Ciudad del Vaticano (1979).[23]
- Comendador con placa de la Orden de San Gregorio Magno, Ciudad del Vaticano (1996).[23]
- Gran Collar de la Orden Piana, Ciudad del Vaticano (2002).[23]
- Gran Collar de la Orden de Malta, Ciudad del Vaticano (2000).[23]
- Gran Collar de la Orden de Boyacá, Colombia (2000).[23]
- Gran Collar de la Orden al Mérito, Chile (2000).[23]
- Gran Collar de la Orden de Isabel la Católica, España (2001).[23]
- Gran Collar de la Orden de la Cruz del Sur, Brasil (2001).[23]
- Gran Cruz con brillantes de la Orden al Mérito por Servicios Distinguidos, Perú (2001).[23]
- Gran Collar de la Orden del Cóndor de los Andes, Bolivia (2001).[23]
- Gran Cruz placa de oro de la Orden Nacional Juan Mora Fernández, Costa Rica (2001).[23]
- Gran Cruz placa de oro de la Orden al Mérito de Duarte, Sánchez y Mella, República Dominicana (2002).[23]
- Gran Cruz con diamantes de la Orden del Sol, Perú (2002).[23]
- Gran Cruz placa de oro de la Orden Heráldica de Cristóbal Colón, República Dominicana (2002).[23]